# 23751 Davidprice
23751 Davidprice là một tiểu hành tinh vành đai chính với chu kỳ quỹ đạo là 1265.5893806 ngày (3.46 năm).
Nó được phát hiện ngày 22 tháng 5 năm 1998.